# Chwaliboga
Chwaliboga (ukr. Хвалибога; 1961–1993 Rudniwka, Руднівка) – wieś na Ukrainie, w  obwodzie iwanofrankiwskim, w rejonie kołomyjskim.
Znajduje się tu przystanek kolejowy Chwaliboga, położony na linii Kołomyja – Stefaneszty.